# Gmina Gościeradów
Die Gmina Gościeradów ist eine Landgemeinde im Powiat Kraśnicki der Woiwodschaft Lublin in Polen. Ihr Sitz ist das Schulzenamt Gościeradów Ukazowy mit etwa 960 Einwohnern.

## Gliederung
Zur Landgemeinde Gościeradów gehören folgende 18 Schulzenämter:
Aleksandrów
Gościeradów Ukazowy
Gościeradów-Folwark
Gościeradów-Kolonia
Gościeradów Plebański
Księżomierz Dzierzkowska
Księżomierz Gościeradowska
Ulica Kościelna (Księżomierz)
Księżomierz-Kolonia
Liśnik Duży
Liśnik Duży-Kolonia
Łany
Marynopole
Mniszek
Salomin
Suchodoły
Szczecyn
Wólka Szczecka
Weitere Orte der Gemeinde sind:
Agatówka
Baraki
Belweder
Kotowszczany Dół
Księżomierz-Osada
Liśnik
Marynopole (gajówka)
Maziarka
Sadki
Sosnowa Wola
Wólka Gościeradowska
Wymysłów
Zawólcze

## Persönlichkeiten
- Esther Nisenthal Krinitz (1927–2001), polnisch-amerikanische Künstlerin; geboren in Mniszek.